# 파사칼리아

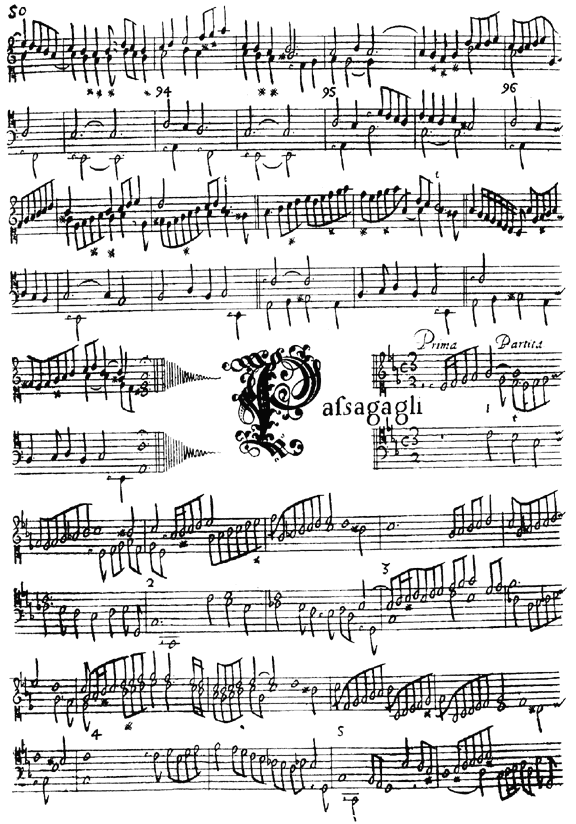

파사칼리아(Passacaglia)는 하나의 선율을 먼저 저성부에서 몇 번이고 반복하여 차츰 다른 성부에서도 차례로 변주해 가는 형식을 말한다. 파사칼리아와 샤콘은 원래는 다른 것이었으나 실제로는 특히 명기되어 있는 외에는 구별되지 않는 경우가 많다. 둘다 에스파냐계의 완만한 3박자의 춤곡으로 반복하는 주제의 진행형과 리듬형에는 서로 큰 상이점이 있었던 것으로 보인다. 17세기에는 둘다 기악곡 형식으로 중요시되어, 나중에는 모음곡 속에도 들어가게 되었다. 그리고 그 당시에는 변주곡으로 된 형태만이 문제가 되었으며, 속도가 반드시 완만한 것이 아닌 것과 3박자가 아닌 것도 나왔다. 예를 들면 베토벤의 제3교향곡 <영웅>의 종악장은 알레그로 몰토의 4분의 2박자이며, 브람스의   <하이든 변주곡>의 종곡은 2분의 2박자로 되어 있다.

## 같이 보기
- 샤콘